# Priscula lagunosa
Priscula lagunosa là một loài nhện trong họ Pholcidae. Loài này được phát hiện ở Venezuela.